# Josep Brocà Jover
Josep Brocà Jover (Reus, 27 de juny de 1777 - 8 de juny de 1843) va ser un comerciant i polític català, que fou alcalde de Reus.
De família de terratinents, es dedicà al comerç de l'aiguardent. Formava part del sector liberal reusenc i el gener de 1811 va ser elegit alcalde de la ciutat. Per aquells dies Tortosa havia caigut en mans dels francesos, i el marquès de Campoverde, capità general de Catalunya que estava instal·lat a Tarragona, va obligar a la ciutat de Reus a entregar, com a préstec, quinze mil duros, cosa que Josep Brocà va anar-li a discutir, sense sortir-se'n. El primer de maig, el general Suchet va acantonar totes les seves tropes a Reus, per preparar l'assalt a Tarragona. Va obligar els ciutadans a aportar queviures i va obligar l'alcalde Brocà, a punta de baioneta, a recórrer les cases de Reus i pobles de la comarca a recaptar el què necessitava. No es va recollir prou menjar, i un inspector militar va registrar totes les cases de la ciutat requisant allò que havien amagat els particulars, amb grans protestes de la corporació municipal. Suchet va fortificar el quarter de cavalleria que hi havia a Reus i el va reforçar amb canons que havia portat de Tortosa encarant-los cap al centre de la ciutat, de manera que podia destruir Reus en un moment. El 3 de maig de 1811 van sortir les tropes franceses cap a Tarragona. El 6 de maig, totes les tropes franceses que entraven a Reus marxaven immediatament cap a Tarragona. Josep Brocà intentà posar ordre a la ciutat i organitzà un sistema d'entrada d'aliments que els francesos van detectar i el dia 7 el baró de Lacuée, intendent general de l'armada a l'Aragó, que era a Reus, va destituir Josep Brocà i va nomenar com a alcalde Josep Bages Oliva, que no va voler exercir i delegà les seves funcions al primer tinent d'alcalde, Sebastià Torroja. Durant la guerra del francès va actuar ajudant amb la seva hisenda als ciutadans empresonats pels francesos per no pagar els impostos. Va rebre el gener de 1812 al general Lacy i al baró d'Eroles quan van entrar a Reus expulsant els francesos encapçalant una delegació de prohoms. L'historiador reusenc Andreu de Bofarull i Brocà explica que es va apartar de la política però que hi va tornar el 1820 a l'inici del Trienni liberal, quan formà part d'una tertúlia patriòtica que es reunia al Teatre de les Comèdies de Reus. Josep Olesti diu que quan va morir el 1843 va ser enterrat al cementiri del Roser, i que va ser un patrici benemèrit que prestà grans serveis a la nació i a Reus en la guerra del francès.
El 1806 es va casar amb Maria Mateua de Bofarull i Mascaró, filla del comerciant Francesc de Bofarull i Miquel i de Teresa Mascaró i Sales, amb qui va tenir un fill, l'advocat i polític Salvador de Brocà i de Bofarull. Maria Mateua va morir en el parteratge i el 1814 Josep Brocà es casà en segones núpcies amb Maria Teresa de Burguès i de Caramany, vídua d'Agustí de Miró i de Folch.